# Campanula zoysii
Campanula zoysii is een plant uit de klokjesfamilie die endemisch is in de oostelijke Alpen.

## Naamgeving en etymologie
- Engels:  Zois' Bellflower, Zoysi's Harebell, Crimped Bellflower

De plant is vernoemd naar zijn ontdekker, de Oostenrijkse botanicus Karl von Zois (1756–1800).

## Kenmerken

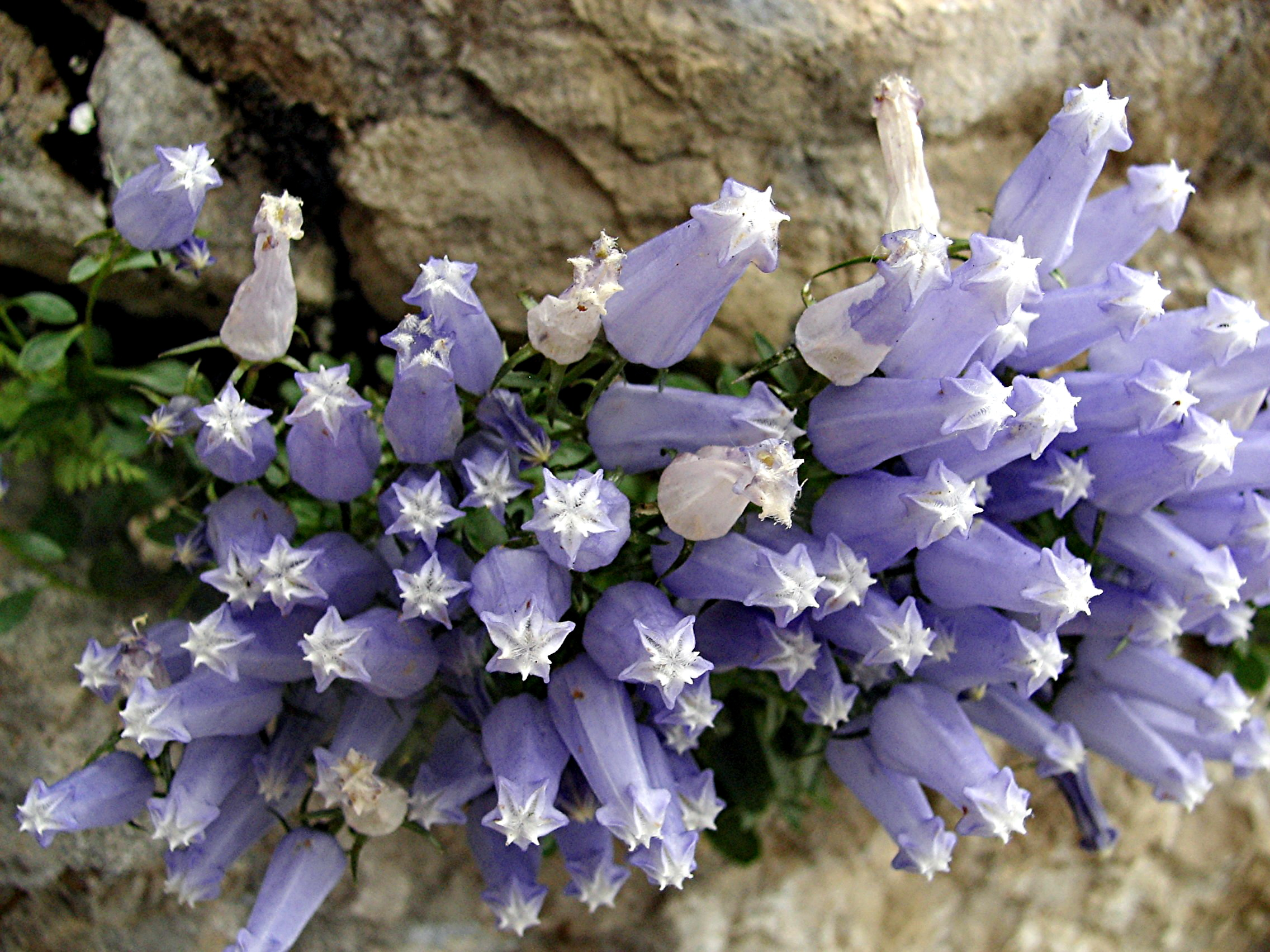
Detail bloem

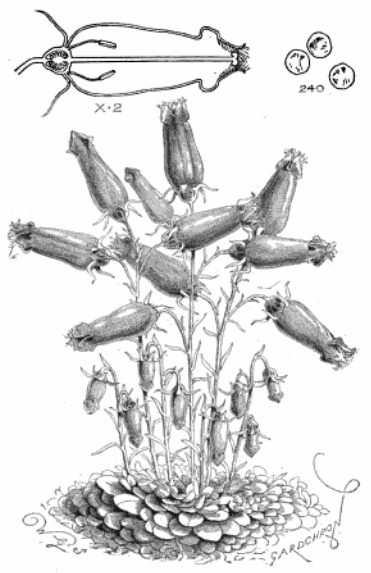
Doorsnede van een bloem

Campanula zoysii is een laagblijvende, zodenvormende overblijvende plant met tot maximaal 20 cm lange bloemstengels. De onderste blaadjes staan in een rozet, zijn afgerond ovaal en gesteeld, de stengelbladeren zijn kleiner en omgekeerd eirond tot lijnvormig.
De bloemen zijn binnen het klokjesgeslacht uniek, omdat ze niet de typische klokvorm hebben maar een buisvorm, aan de top versmallend en eindigend in een vijfpuntige ster. De bloemen staan solitair tot met drie samen op de bloemstengel. De kelk heeft vijf tanden en is teruggeslagen. De kroon is licht- tot paarsblauw. De bloem draagt vijf meeldraden en een lange, drielobbige stempel die net buiten de bloem uitsteekt.
De plant bloeit in juni en juli.

## Habitat en verspreiding
Campanula zoysii komt vooral voor in spleten op kalksteenrotsen op hoogtes boven 1500 m.
De plant is endemisch in de oostelijke Alpen en komt voor in Oostenrijk, noordoostelijk Italië (de regio's Friuli-Venezia Giulia en Veneto) en Slovenië (de Julische- en de Kamnik–Savinja Alpen).
De plant kan in de winter temperaturen tot -40 °C overleven

## Verwante en gelijkende soorten
Campanula zoysii kan door zijn bloemvorm met geen enkele andere plant verward worden.

## Culturele betekenis
De opvallende bloem is een symbool voor de Sloveense Alpen, en staat bekend als "de dochter van de Sloveense bergen".  Het is onder tuinliefhebbers tevens een zeer geliefd rotsplantje.
... · 
C. alliariifolia · 
C. alpestris (Allioni's klokje) · 
C. alpina · 
C. americana · 
C. arvatica · 
C. barbata · 
C. baumgartenii · 
C. carpatica (Karpatenklokje) · 
C. cervicaria (Ruw klokje) · 
C. cespitosa · 
C. cochleariifolia · 
C. exigua · 
C. garganica · 
C. glomerata (Kluwenklokje) · 
C. grossekii · 
C. lasiocarpa · 
C. latifolia (Breed klokje) · 
C. medium (Mariëtteklokje) · 
C. patula (Weideklokje) · 
C. persicifolia (Prachtklokje) · 
C. portenschlagiana (Dalmatiëklokje) · 
C. poscharskyana (Kruipklokje) · 
C. pulla · 
C. punctata · 
C. pyramidalis (Piramideklokje) · 
C. rapunculoides (Akkerklokje) · 
C. rapunculus (Rapunzelklokje) · 
C. rhomboidalis (Bergklokje) · 
C. rotundifolia (Grasklokje) · 
C. sarmatica · 
C. scheuchzeri · 
C. sibirica · 
C. spicata · 
C. takesimana · 
C. thyrsoides · 
C. trachelium (Ruig klokje) · 
C. zoysii · 
...